# Eunidia crassicornis
Eunidia crassicornis là một loài bọ cánh cứng trong họ Cerambycidae.